# Втрачений фільм

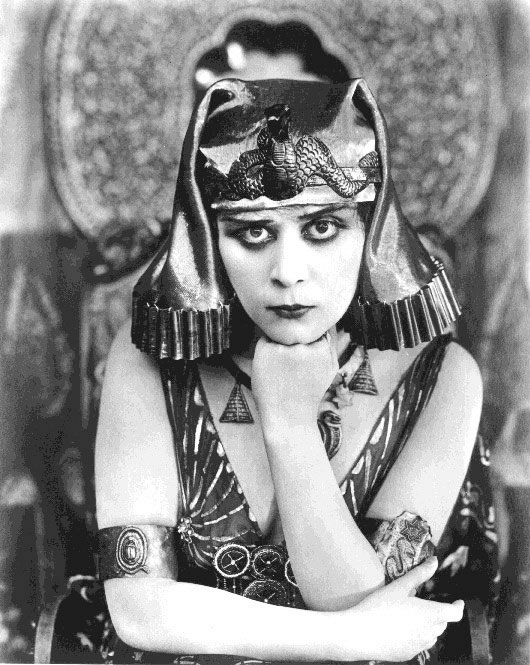
Теда Бара у втраченій картині Клеопатра (1917). Від картини залишилися невеликі уривки і фотографії зі знімального майданчика.

Втрачений фільм (чи загублений фільм) — фільм, що не зберігся на своєму оригінальному носії (зазвичай кіноплівці) в кіноархівах або приватних колекціях. Про існування втрачених фільмів відомо зі згадок, спогадів, окремих уривків, архівних записів, фотографій тощо. Найпоширеніші причини втрати: пожежі в архівах, ліквідація архівів, псування носія фільму. За оцінками Американського Національного кіноархіву, до 75% німих фільмів, знятих у США, були назавжди втрачені.

## В Україні
- «Резиденція Гетьмана» (1918), та інші фільми 1918 року зняті студією «Українфільм» часів другого Гетьманату, які були знищені в період між 1919—1920 роками.
- «Солом'яний бичок» (1928) — перший Український мультфільм.
- «Українізація» (1928).

### Знайдено
- Мурзілка в Африці (1934).
- Як Тук Тук за городом своїм доглядав та зі свинею тупорилою воював (1935).